# Mary Ann Horton
Mary Ann Horton (Richland, 21 de noviembre de 1955) es una pionera de Usenet e Internet estadounidense. Horton contribuyó al desarrollo del sistema operativo Berkeley Software Distribution (BSD), incluido el editor Vi y la base datos Terminfo, creó la primera herramienta para añadir archivos adjuntos al correo electrónico UUEncode y lideró el crecimiento de Usenet en la década de 1980.
Horton solicitó con éxito que se incluyera el primer lenguaje inclusivo para el colectivo transgénero en la Política de Igualdad en el trabajo de una gran empresa estadounidense, y abanderó la lucha por un lenguaje inclusivo y la cobertura de la salud de las personas transgénero en las pólizas de seguros de salud de otras compañías.
Horton es una científica informática y una educadora y activista transgénero. 

## Educación
Horton nació en Richland (Washington), y se crio en la región del Noroeste del Pacífico. Al interesarse por la programación en 1970, Horton se trasladó al Condado de San Diego en 1971 y rápidamente se enamoró de California. Se graduó en el instituto de San Dieguito en 1973. Después de licenciarse en Ciencias Informáticas por la Universidad del Sur de California en 1976, hizo un máster en Ciencias Informáticas (MSCS) en la Universidad de Wisconsin-Madison y se trasladó posteriormente a la Universidad de California en Berkeley en 1978, obteniendo un doctorado en Ciencias de la computación en 1981. 
Horton comenzó a trabajar con Unix en Wisconsin, creando un editor de texto mejorado para UNIX llamado hed. En Berkeley, contribuyó al desarrollo del sistema operativo Berkeley Software Distribution (BSD), incluido el desarrollo del editor de texto Vi, UUEncode (la primera herramienta para adjuntar archivos al correo electrónico), W (Unix) y promedios de carga, Termcap y Curses. Su tesis doctoral supuso la creación de un nuevo tipo de editor dirigido por sintaxis con una interfaz de texto. Esta tecnología se utilizó más tarde para crear Herramientas CASE. 
En 1980, Horton introdujo el sistema A News de Usenet en Berkeley y comenzó a defender su uso cada vez mayor desde una red con 10 sitios web. A la tecnología original de acceso telefónico de Usenet del Copiador de Unix a Unix (UUCP), ella agregó soporte para que pudiera utilizarse con Berknet y ARPANET, y agregó una puerta de enlace entre varias listas de correo populares de ARPANET y grupos de noticias "fa" de usenet. En 1981, el estudiante de secundaria Matt Glickman le pidió a Horton que le asignara un proyecto de vacaciones de primavera, y entre los dos diseñaron e implementaron B News, que ofrecía mejoras importantes en el rendimiento y la interfaz de usuario necesarias para mantenerse al día con el explosivo crecimiento del volumen de tráfico de Usenet.

## UNIX y trabajo en Internet
En 1981, Horton se convirtió en miembro del personal técnico de Bell Labs en Columbus (Ohio). En Bell Labs, introdujo parte de Berkeley Software Distribution al Sistema V, incluidos el editor vi y Curses ; como parte del trabajo sobre curses, desarrolló Terminfo como sustituto para termcap (la mayor parte de este trabajo se despachó como parte de SVR2). En 1987 se unió al Centro de Computación de Bell Labs para brindar apoyo oficial a Bell Labs en el uso de Usenet y del correo electrónico. 
Horton continuó liderando Usenet hasta 1988. Durante este tiempo, promovió un rápido crecimiento del mismo a través del suministro de noticias para nuevos sitios de internet. Cada sitio nuevo se comprometía a ser la fuente para otros dos sitios nuevos a medida que surgiera la necesidad. Esta política contribuyó a que para 1987 Usenet hubiera crecido a más de 5000 sitios. Horton propuso la creación de la red Usenet Backbone en febrero de 1983, y alega que ella la diseñó, y reclutó y dirigió la Backbone cabal (o camarilla Backbone), aunque esto también se ha atribuido a Eugene Spafford. La red Backbone garantizaba la fiabilidad y el rendimiento de la red en general. 
Usenet comenzó con solo unos pocos mensajes por día, pero el volumen creció rápidamente hasta convertirse en un problema. Horton agregó grupos de noticias moderados, distinguidos con nombres que comenzaban con "mod" o que contenían "anuncio", y moderó el primero de estos grupos de noticias: news.announce.important. Solo el moderador podía publicar mensajes, todos los demás mensajes eran enviados automáticamente al moderador para su aprobación. Finalmente, el software B News se mejoró para permitir que cualquier grupo de noticias con cualquier nombre fuera moderado. 
Usenet se basaba en el uso de correos electrónicos para las respuestas, lo que requería que los enlaces de Usenet pudieran utilizarse para correos electrónicos. Al principio, todos los mensajes de Usenet y de UUCP utilizaban "bang paths", como por ejemplo unc!research!ucbvax!mark, como direcciones de correo electrónico. Horton lideró este proceso en relación con el correo electrónico, incluyendo el uso del portal ARPANET/UUCP, utilizando direcciones para el envío de correo electrónico como cbosgd!mark[at]berkeley. Estas direcciones eran complejas, enrevesadas, y a veces ambiguas. Cuándo se crearon por primera vez los dominios de Internet en 1983, Horton abanderó su uso, publicando el artículo, convertido en un clásico, "What is a domain?" (¿Qué es un dominio?)
En Usenix en enero de 1984, Horton reclutó a un grupo de voluntarios para crear el UUCP Mapping Project (el Proyecto de mapeo de UUCP). El proyecto dividía el mundo en regiones geográficas. Cada voluntario se ocupaba de mantener el mapa de conectividad de UUCP para cada región y lo publicaba regularmente en el grupo de noticias comp.mail.maps. Cada sitio de internet utilizaba el programa pathalias de Steve Bellovin and Peter Honeyman para crear una base de datos de redirección de correo electrónico a partir de este mapa. Horton trabajó con Chris Seiwald y Larry Auton para crear este programa, y utilizó esta base de datos para redirigir correo electrónico, utilizando direcciones de correo tales como mark[at]cbosgd.UUCP.
A mediados de la década de 1980, durante el uso inicial de los dominios se consideraban los dominios ARPA, UUCP. CSNET y BITNET como dominios de nivel superior, que representan las cuatro redes principales de correo electrónico. En enero de 1986, Horton representó a UUCP en una reunión convocada con el fin de organizar la cooperación técnica entre estas redes. A dicha reunión acudieron también Dan Oberst en representación de BITNET, Craig Partridge en representación de CSNET y Ken Harrenstein, que era el anfitrión de la reunión, en nombre de ARPANET. Harrenstein convenció a los demás para que apoyaran la creación de seis dominios funcionales de nivel superior: COM, EDU, ORG, NET, GOV y MIL. Cada red estaba autorizada a registrar dominios en COM, EDU, ORG y NET. Este grupo de registrados fue el precursor del registro de dominios de la Corporación de Internet para la Asignación de Nombres y Números (ICANN). 

Horton implementó la parte del registro de UUCP reorganizando el Proyecto UUCP para convertirlo en la "Zona UUCP ". Con Tim Thompson, Horton registró 150 organizaciones de UUCP con dominios oficiales.COM y.EDU. mark[at]stargate.com se convirtió en una dirección de correo electrónico UUCP válida, incluso aunque el mensaje se entregara a través de UUCP utilizando módems telefónicos.

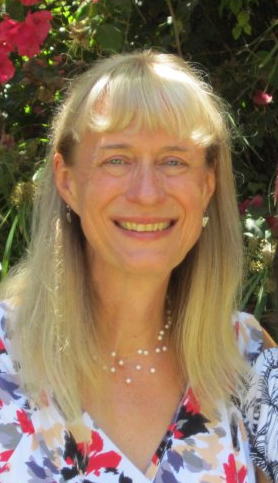
Mary Ann Horton

 La Zona UUCP se unió al proyecto Stargate de Lauren Weinstein, que creó un proyecto piloto para transmitir Usenet a través de televisión por satélite, para formar Stargate Information Systems. El primer Dominio de Internet que registraron fue stargate.com, y el segundo el empleador de Horton, att.com. El dominio att.com se conectó a Internet mediante módems de acceso telefónico hasta 1990, cuando Horton implementó la arquitectura de cortafuegos de Bill Cheswick para construir la primera conexión TCP / IP de AT&T a Internet con un cortafuegos de eficacia demostrada. 
El libro de Horton de 1990 Portable C. Software se convirtió en una referencia habitual para la programación en C.[cita requerida] Señalaba funciones y técnicas de programación fiables para ser utilizadas con muchos tipos diferentes de sistemas de ordenador, cuyos métodos no eran portables.
En 1992, Horton creó un paquete interno de correo electrónico para Bell Labs que llamó EMS (Sistema de Mensajes Electrónicos). Este paquete integraba el existente sistema de correo basado en UUCP con el directorio de páginas blancas de AT&T "POST"(CORREO) y con el correo electrónico global basado en dominios. Creó y dirigió un servicio de correo electrónico para Bell Labs. El sistema se apoyaba en diversos formados de correo electrónico, incluyendo aquellos que dinámicamente cuestionaban el directorio de POST: 
- Atención: mark[at]att.com
- Nombre completo: Mark. R.horton[at]att.com
- Retransmitido a un edificio: loc=oh0012/todo=yes[at]att.com
- Consulta compleja: todo directores y directores técnicos en Colombus: loc=oh0012/tl=tmgr/tl=dir/todo=yes[at]att.com

En el año 2000, Horton se unió a Avaya, donde fue Directora Sénior del Directorio y Correo Electrónico Corporativo de Avaya. En 2002, Horton unió al grupo de Ingeniería de Implementación de UNIX en Bank One, que posteriormente fue adquirido por JPMorgan Chase en 2004. Finalmente, cumpliendo el sueño de su vida, Horton se trasladó de Columbus a San Diego en 2007, uniéndose al equipo de Operaciones de Transmisión de Sempra.

## Trabajo sobre diversidad
Horton es una mujer transgénero. Adoptando el nombre de Mary Ann en 1987, Horton fundó el primer grupo de apoyo transgénero de Columbus, el Crystal Club, en 1989. En 1997, se unió a EQUAL, la red para empleados LGBT de Lucent y entendió el valor de estar "fuera del armario" en el trabajo, respaldada por una política de no discriminación e Igualdad de Oportunidades. En aquel momento, ninguna compañía importante incluía el lenguaje transgénero en su política de igualdad de oportunidades. Horton solicitó su inclusión en la política de Lucent y recomendó la siguiente redacción: "identidad de género, características o expresión". Como resultado ello, Lucent fue la primera gran empresa en agregar lenguaje transgénero a su política de igualdad de oportunidades en 1997.
En aquel momento, Horton se identificaba como un travestido, presentándose a veces como Mark y otras como Mary Ann. Después de que se publicara la política de igualdad de oportunidades de Lucent, Horton trabajó en Lucent principalmente como Mark, pero ocasionalmente como Mary Ann. Fue el primer travestido conocido que trabajara con éxito a tiempo parcial como mujer para una gran empresa. A pesar de la controversia sobre la capacidad de las empresas estadounidenses para lidiar con un travestido a tiempo parcial, la experiencia laboral de Horton fue positiva. 
Horton defendió la incorporación del lenguaje no sexista transgénero en otras empresas, apoyando su incorporación a Apple, Xerox, Chase y más tarde a Bank One y Sempra Energy. El término "características" tenía la intención de incluir a las personas intersexuales, pero fue eliminado después de conversaciones con activistas intersexuales que declararon que la referencia a la "expresión de género" incluía mejor sus necesidades.
Horton fue uno de los primeros actores transgénero en desempeñar un papel transgénero en la televisión. Apareció como Aurora, una ejecutiva de negocios, en un anuncio de publicidad para Stonewall Columbus titulado The Boardroom (El Consejo de Administración) en junio de 2003.
Horton recibió el premio "Trailblazer" de Out &amp; Equal Workplace Advocates en octubre de 2001 por su trabajo en Lucent y Avaya. La semana siguiente, hizo la transición, presentándose a tiempo completo como Mary Ann. En los años siguientes, llevó a cabo los pasos médicos necesarios y cambió legalmente su nombre a Mary Ann Horton y su sexo a femenino.
En la década de 1990, la mayoría de las pólizas de seguro médico laborales no cubrían la cirugía de reasignación de sexo ni nada relacionado con la misma. Horton abogó por la inclusión de cobertura sanitaria para las personas transgénero en estas pólizas. Ella documentó la cobertura de Lucent de la cirugía de reasignación de sexo en 2000 y defendió que se atribuyeran puntos a las empresas en el Índice de Igualdad Corporativa de la Campaña de Derechos Humanos si se daba cobertura sanitaria a las personas transgénero, puntos que se agregaron en 2005.
En 2002, Horton recopiló datos de 13 de los 15 principales cirujanos de reasignación de sexo para determinar la incidencia, la prevalencia intrínseca y el costo promedio de las cirugías relacionadas con reasignación de sexo. Estos datos, presentados en la conferencia Out & Equal Workplace Summit mostraron que el coste de la cobertura sanitaria de las personas transgénero, que anteriormente se consideraba muy alto, en realidad era bastante bajo, menos de 40 centavos por residente de los Estados Unidos por año. Estos datos, combinados con los puntos del Índice de Igualdad Corporativa de la Campaña de Derechos Humanos, consiguieron que se extendiera significativamente la cobertura sanitaria a personas transgénero mayor cobertura de THB por parte de los grandes empleadores.

## Situación actual
En la actualidad, Horton reside en Poway, California. 
Horton se retiró de Sempra Energy como programadora / analista principal de EMS. (En este caso, EMS significa Energy Management System, sistema de gestión de energía, un sistema de control SCADA). 
Horton también es consultora en temas de trabajo transgénero y en tecnología UNIX e Internet. Es propietaria de Red Ace Technology Solutions, que presta servicios de alojamiento web con descuento a organizaciones sin ánimo de lucro y pequeñas empresas. 